# C14H16ClN3O
化学式C14H16ClN3O（摩尔质量：277.75 g/mol）可以指：
- 吡草胺，CAS号：67129-08-2
- ELB-139，CAS号：188116-08-7
- JNJ-7777120，CAS号：459168-41-3

|  | 这个同类索引页列出了具有相同分子式的化学物（即同分異構體）条目。 除非您是有意链接至本页，否则应将相应条目的内部链接指向正确的条目。 |